# Drum Workshop
La Drum Workshop (conosciuta anche come DW Drums o semplicemente DW) è un'azienda statunitense con sede ad Oxnard in California, specializzata nella realizzazione di batterie e hardware. In particolar modo i pedali e doppi pedali per cassa sono molto apprezzati fra i batteristi di tutto il mondo per la loro qualità, versatilità e risposta eccellente al movimento dei piedi. È una delle case produttrici più quotate nell'ambito batteristico e la lista di endorser Drum Workshop include numerosi batteristi professionisti.

## Storia
Fondata nel 1972 da Don Lombardi come una scuola di insegnamento di batteria, la Drum Workshop inizialmente offriva solo lezioni private e seminari occasionali. Tuttavia Don, insieme ad uno studente chiamato John Good (attuale vice presidente della Drum Workshop) iniziò a vendere piccole attrezzature per batteria per coprire i costi di funzionamento degli impianti.
Questa operazione portò alla realizzazione del primo prodotto DW: uno sgabello ad altezza regolabile, disegnato proprio da Don Lombardi. La richiesta con il tempo divenne così grande che, dopo aver acquistato tutte le apparecchiature di produzione Camco, l'attenzione della DW si spostò sulla produzione di hardware per batteria. Ancora oggi sulle batterie DW viene adottato lo stesso blocchetto a "torretta" presente sulle vecchie batterie Camco e disegnato da George H. Way.
Il prodotto successivo introdotto da Drum Workshop fu il pedale per grancassa della serie 5000 che altro non era che una copia del famoso pedale Camco, ma con la cinghia in nylon. Tuttavia il disegno di base di questo prodotto portò alla realizzazione del primo doppio pedale per grancassa che ha permesso ai batteristi che usano una sola grancassa di poter suonare quasi allo stesso modo dei batteristi che usano due grancasse. Il doppio pedale fu presto affiancato da un'asta per charleston. La Drum Workshop con il tempo continuò a crescere ed il primo endorser DW fu Tommy Lee, batterista dei Mötley Crüe, che era rimasto affascinato dai pedali della ditta californiana.
Inizialmente i fusti venivano acquistati da altra ditta, la Keller, riconoscibili dai nuovi perché la giuntura del rinforzo ai bordi è dritta mentre nei fusti di produzione DW la giuntura è ondulata. Dall'inizio di questo secolo DW cominciò a produrre i fusti all'interno delle proprie fabbriche.
Si producevano inizialmente tre modelli: la Collector's series, la Workshop series e la più economica Collorlock. La serie Collector differiva dalla serie Workshop solo per la possibilità della prima di essere personalizzata a piacere, ma i fusti e le meccaniche erano gli stessi. È possibile trovare una configurazione DW Collector con tom da 12 e 14 pollici montati su cassa, cosa impossibile per un modello più economico. Gli altri modelli non hanno la ricercatezza estetica (con una possibilità quasi infinita di coperture e laccature) e la possibilità di scelta dei materiali del fusto della Collector.
Negli ultimi anni la produzione si è spostata in una grande stabilimento ad Oxnard e i proprietari del marchio Drum Workshop hanno creato altre due ditte: la Pacific Drum And Percussion (PDP), specializzata nella costruzione di batterie ad un costo più contenuto e la Gon Bops specializzata nella realizzazione di strumenti a percussione. Alla Drum Workshop hanno sperimentato una tecnica che permette di individuare perfettamente la nota del fusto prima che questo venga lavorato ed infatti tutti i fusti che escono dagli stabilimenti DW sono timbrati al loro interno con la nota corrispondente. La loro produzione ora comprende le serie 4000, 5000, 7000, 8000, e 9000 per quanto riguarda i pedali; le serie 5000, 6000, 8000 e 9000 per quanto riguarda l'hardware ed un'infinita gamma di tamburi che possono essere personalizzati nel materiale di costruzione, nel colore della finitura e nella misura dei tamburi. L'hardware e i pedali Drum Workshop sono prodotti in Cina ed assemblati negli Stati Uniti. Recentemente DW è entrata anche nel mercato di bacchette con il suo marchio chiamato 3 Drumsticks.

## Batteristi che usano e hanno usato batterie DW
- ii (Sleep Token)
- Neil Peart (Rush)
- Tony Williams
- Marco Minnemann (The Aristocrats, Steve  Wilson)
- Virgil Donati
- Scott Travis (Judas Priest, Racer X)
- Michael Urbano (Smash Mouth, Ligabue)
- Dave Abbruzzese (Pearl Jam, Green Romance Orchestra)
- Alex Acuña (Paul McCartney, Ella Fitzgerald, Chick Corea)
- Rick Allen (Def Leppard)
- Martin Axenrot (Opeth)
- Travis Barker (Blink-182, +44, Transplants)
- Louie Bellson (Duke Ellington, Count Basie, Benny Goodman)
- Paul Bostaph (Testament, Slayer, Exodus)
- Terry Bozzio (Missing Persons)
- Don Brewer (Grand Funk Railroad)
- Joey Castillo (Queens of the Stone Age)
- Deen Castronovo (Journey, Steve Vai, Marty Friedman, Ozzy Osbourne)
- Chuck Comeau (Simple Plan)
- Jason Cooper (The Cure)
- Fred Coury (Cinderella)
- Scott Crago (Eagles)
- Peter Criss (KISS)
- Peter Erskine (Steps Ahead, Weather Report, Chick Corea)
- Brent Fitz ( Alice Cooper, Slash)
- Mick Fleetwood (Fleetwood Mac)
- Josh Freese (Nine Inch Nails, Vandals)
- Ed Graham (The Darkness)
- Roy Mayorga (Stone Sour)
- Matt Greiner (August Burns Red)
- Dave Grohl (Nirvana, Foo Fighters, Queens of the Stone Age, Them Crooked Vultures)
- Myron Grombacher (Pat Benatar, Lita Ford)
- Kevin Haskins (Bauhaus)
- Michael Hossack (Doobie Brothers)
- Bobby Jarzombek (Halford, Sebastian Bach, Spastik Ink)
- Sean Kinney (Alice in Chains)
- Thomas Lang (Gianna Nannini)
- Matt Laug (Vasco Rossi, Alice Cooper, Velvet Revolver)
- Fergal Lawler (The Cranberries)
- Tommy Lee (Mötley Crüe)
- Nick Mason (Pink Floyd)
- Ian Matthews (Kasabian)
- Jonathan Moffett (Michael Jackson, Elton John, Lionel Richie)
- Joe Morello (The Dave Brubeck Quartet)
- José Pasillas (Incubus)
- Joe Porcaro (Frank Sinatra, Natalie Cole)
- Aquiles Priester (Angra)
- Johnny Rabb (Ten Finger Orchestra, Hank Williams III, Tanya Tucker)
- Bobby Rock (Nitro, Vinnie Vincent Invasion)
- Danny Seraphine (Chicago)
- Matt Sorum (Velvet Revolver, Guns N' Roses)
- Chris Slade (Asia, AC/DC)
- Jimmy "The Rev" Sullivan (Avenged Sevenfold)
- Chester Thompson (Genesis, Phil Collins, Frank Zappa, Weather Report)
- Gene Trautmann (Eagles of Death Metal)
- Chad Wackerman (Frank Zappa, Steve Vai, Andy Summers)
- Max Weinberg (E Street Band)
- Roy Mayorga (Stone Sour)
- Cobus Potgieter (Ventura lights)
- Chad Smith ( Red Hot Chili Peppers )
- Christoph Schneider ( Rammstein )